# Ключ 38
Ключ 38 (трад. и упр. 女) — ключ Канси со значением «женщина»; один из 34, состоящих из трёх штрихов.
В словаре Канси есть 681 символ (из 49 030), которые можно найти c этим радикалом.

## История
Китайская иероглифика возникла в период патриархального строя, и, наверное, поэтому древний рисунок женщины (女) изображает её сидящей с покорно сложенными перед грудью руками. А также, несмотря на то, что существует и мужской вариант ключа (男), из-за слишком малого количества текстов с ним в словаре Канси мужской ключ был удален из общего списка ключей.
Современный иероглиф употребляется в значениях: «женщина, девушка, девица, барышня, дочь», «молодой, маленький, гибкий, изящный», «женить, служить».
Иероглиф «женщина» — сильный ключевой знак.
В словарях находится под номером 38.

### Исторические написания

Вид в Цзягувэнь
Вид в Цзиньвэнь
Вид в Цзяньду
Вид в большой печати Чжуаньшу
Вид в малой печати Чжуаньшу

## Значение
1. Женщина, девушка, девица, барышня, дочь.
2. Молодой, маленький, гибкий, изящный.
3. Жениться.
4. Общее обозначение женского рода.
5. Общее обозначение женственности и красоты.

## Варианты прочтения
- кит. 女, пиньинь nǚ, ню.
- яп. じょ, jiyo, дзё.
- кор. 계집 gyejip, гейдзыпь?, 녀 (여) nyeo, няо (яо)?.

## Современное написание
| Женщина |
| ------- |
| ⼥      |

- Примечание: Ваш браузер может отображать иероглифы неправильно.

## Примеры иероглифов
| Доп. штрихи | Иероглифы |
| ----------- | --- |
| 0           | 女 |
| 1           | 𡚦 |
| 2           | 㚢奴奵奶 |
| 3           | 㚣奻㚤㚥㚦㚧妆㚨𡚴𡚸𡚺奺奼好奾奿奷奸她妀妁如妃妄妅 |
| 4           | 㚩㚪㚫㚬㚭㚮㚯妠妡妢妣妤妥妦妧妨妩𡛀𡛁𡛂𡛓𡛔𡛕妊妋妌妎妏妚妛妛妜妝妞妟妉妐妑妒妓妔妕妖妗妘妙 |
| 5           | 㚰㚱㚲㚳㚴㚵㚶㚷㚸㚹㚺㚻㚼㚽㚾㚿㛀㛁妬妭妮妯妰妱妲妳妴妵妶妷妸妹妺妻妼妽妾妿姀姁姂姃姄姅姆姇姈姉姊始姌姍姎姏姐姑姒姓委姕姖姗𡛟𡛤𡛥𡛦𡛧𡛨𡛺𡛻𡛼𡛾                                                   |
| 6           | 姘娀威娂娃娈㛂㛃㛄㛅㛆㛇㛈㛉㛊㛋㛌姘姙姚姛姜姝姞姟姠姡姢姣姤姥姦姧姨姩姪姫姭姮姯姰姱姲姳姴姵姶姷姸姹姺姻姼姽姾姿妍𡜍𡜆𡜐𡜤𡜦                                                                       |
| 7           | 姬娧娊娋娌娍娎娏娚娜娝娞娟娪娫娭娮娛娱娯娽娉娐娑娒娓娔娕娖娗娘娙娠娡娢娣娤娥娦娧娨娩娰娲娳㛍㛎㛏㛐㛑㛒㛓㛔㛕㛖㛗㛘㛙㛚㛛㛜㛝㛞㛡㛢㛤姬𡜮𡜺𡜻𡜼𡜱𡝂𡝃𡝔𡝕𡝖𡝗                                       |
| 8           | 婦娬娺娻娼娾娿婊婋婌婍婎婏婚婛婜婝婞婟婪婫婬婭婮婯娵娶娷娸娹婀婁婂婃婄婅婆婇婈婉婐婑婒婓婔婕婖婗婘婙婠婡婢婣婤婥婦婧婨婩婰婱婲婳婵婶㛥㛦㛧㛨㛩㛪㛫㛬㛭𡝬𡝭𡝮𡝯𡝦𡝰𡝱𡝳𡝴𡞕𡞖𡞗婢                   |
| 9           | 㛮㛼婺婻婼婽婾婿媊媋媌媍媎媏媚媛媜媝媞媟婷婸婹媀媁媂媃媄媅媆媇媈媉媑媒媓媔媕媖媗媘媙媠媡媢媣媤媥媦媧媨媩媪媫媬媮媯嫏㛮㛯㛰㛱㛲㛳㛴㛵㛶㛷㛸㛹㛺㛻㛼㛽㛾㛿𡞫𡞰𡞱𡞲𡞳𡞴𡞵𡟃𡟇𡟙𡟚𡟛𡟜𡟟𡟥㜀㜁㜂㜃㜄𡠣 |
| 10          | 媵媐媰媱媲媳媴媵媶媷媸媹媺媻媼媽媾媿嫀嫁嫂嫃嫄嫅嫆嫇嫈嫉嫊嫋嫌嫍嫎嫐嫑嫒嫓嫔𡟯𡟵𡟶𡟸𡟹𡟺𡟻𡟼㜊㜋㜌㜍㜎㜏㜅㜆㜇㜈㜉㜐㜑㜒㜓㜔                                                                       |
| 11          | 嫕嫖嫗嫘嫙嫚嫛嫜嫝嫞嫟嫠嫡嫢嫣嫤嫥嫦嫧嫨嫩嫪嫫嫬嫭嫮嫯嫰嫱嫲㜚㜛㜜㜝㜞㜟𡠪𡠭𡠺𡠻㜕㜖㜗㜘㜙㜠㜡㜢𡠠𡠨𡠩𡠹𡡀𡡂𡡅𡡆𡡇                                                                                 |
| 12          | 嬈嫳嫴嫵嫶嫷嫸嫹嫺嫻嫼嫽嫾嫿嬀嬊嬋嬌嬍嬎嬏嬁嬂嬃嬄嬅嬆嬇嬈嬉𡡞𡡻㜣㜤㜥㜦㜧㜨𡡒𡡡𡡢𡡣𡡤𡡦𡡧𡡷𡢃𡢄𡢅𡢐                                                                                               |
| 13          | 嬚嬛嬜嬝嬞嬟嬐嬑嬒嬓嬔嬕嬖嬗嬘嬙嬠嬡嬢嬴𡢠𡢡𡢢𡢻𡢼𡢽𡢾𡢿𡣄㜪㜫㜬㜭𡢞𡢟㜩 |
| 14          | 嬪嬫嬬嬭嬮嬯嬣嬤嬥嬦嬧嬨嬩嬰嬱嬲嬳嬵嬶嬷𡣑𡣖𡣗𡣘𡣙𡣧𡣨㜮㜯嬨 |
| 15          | 嬺嬻嬼嬽嬸𡣺𡣻㜰㜱 |
| 16          | 嬾嬿嬹𡤊㜲㜳㜴㜵𡤃𡤄𡤅 |
| 17          | 孀孁孂孃孄孅孆㜶㜷㜸𡤐𡤑𡤒𡤓𡤔𡤕 |
| 18          | 孇孈孉𡤜𡤟㜹𡤠 |
| 19          | 孊孋孌㜺𡤢𡤧 |
| 20          | 孍 |
| 21          | 孎孏 |
| 23          | 㜻㜼 |
| 29          | 麷 |
| 30          | 𡤻 |

- Примечание: Ваш браузер может отображать иероглифы неправильно.